# Poslední večeře

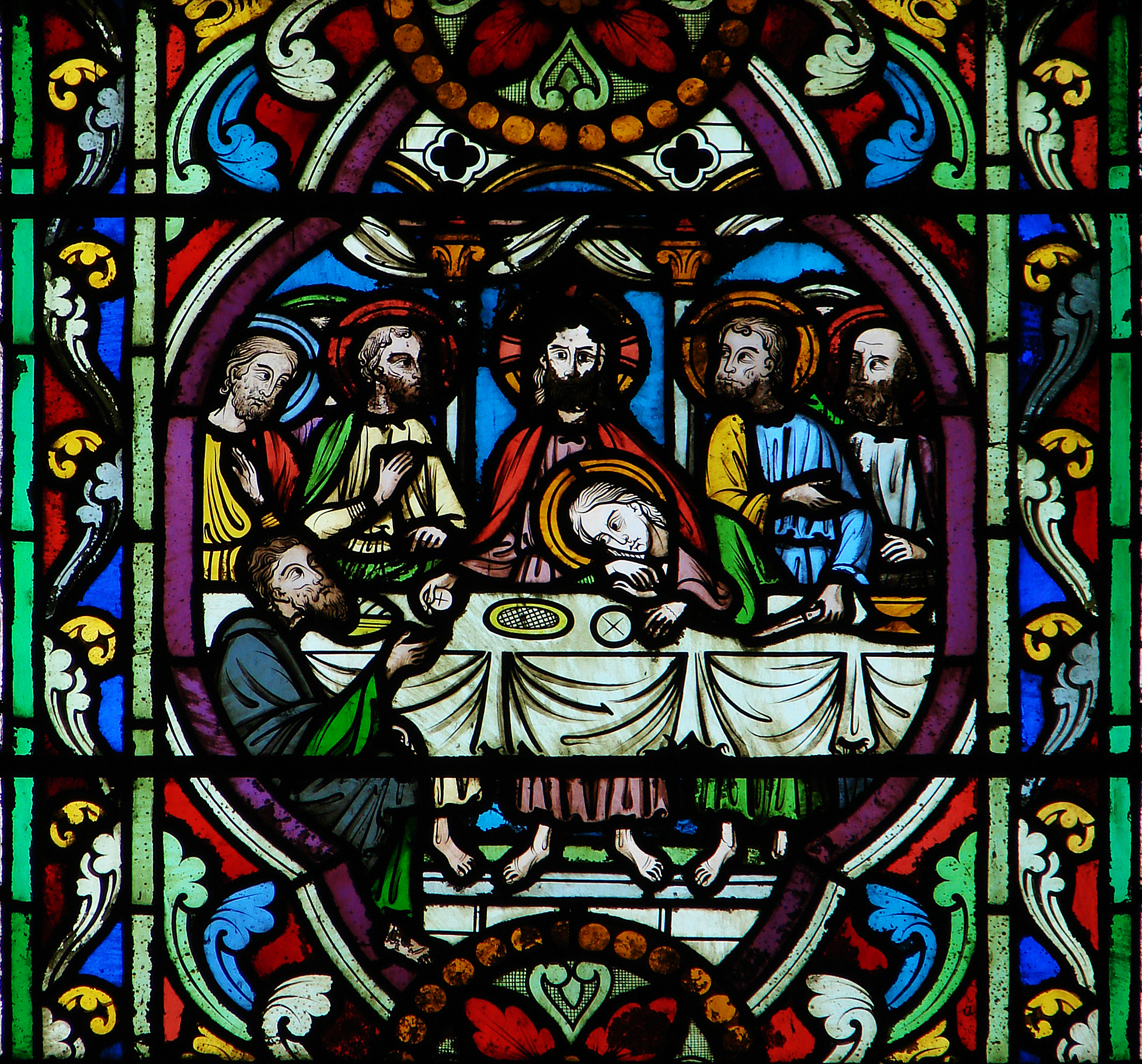
Poslední večeře (Katedrála v Meaux)

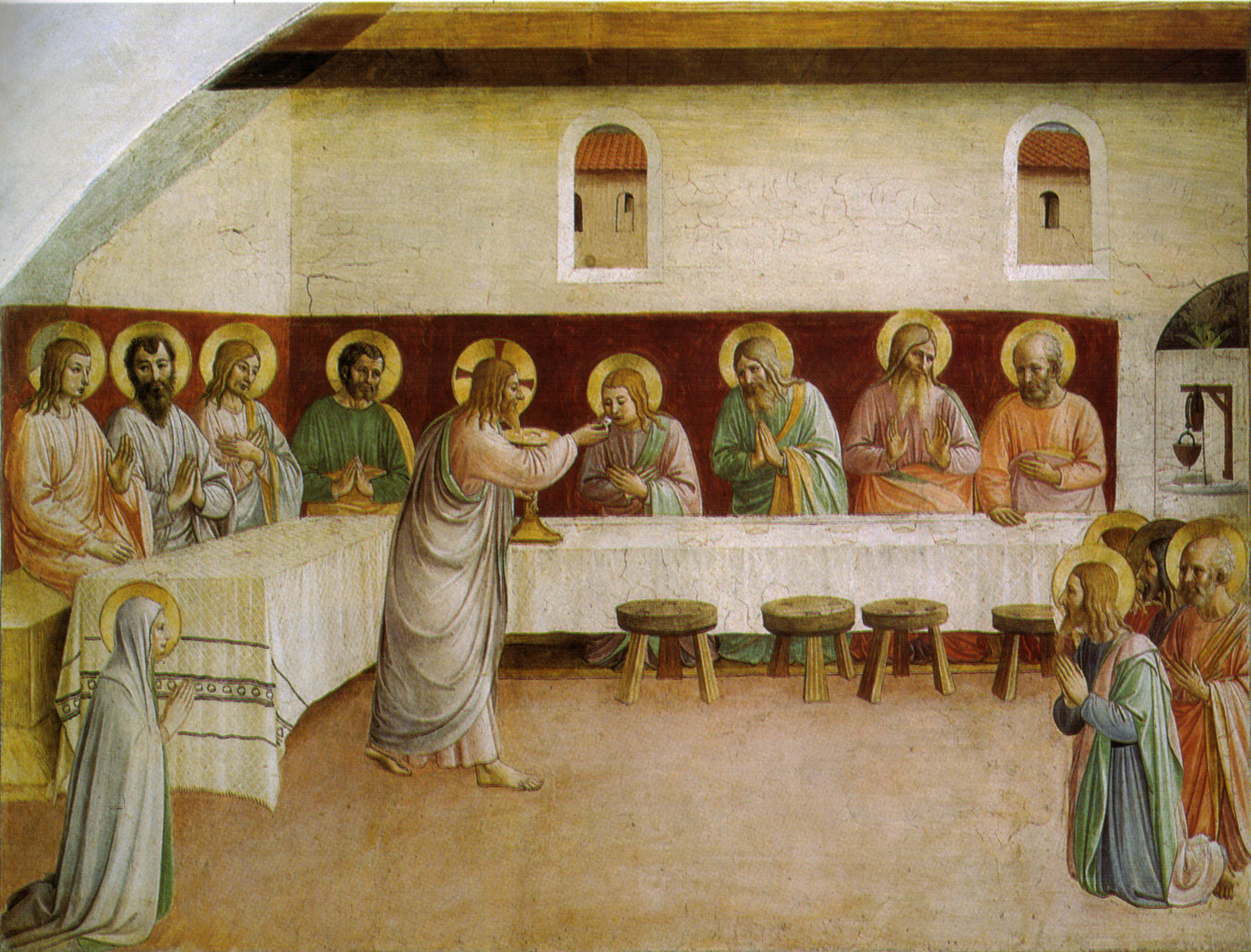
Fra Angelico, Poslední večeře (Florencie, 1440)

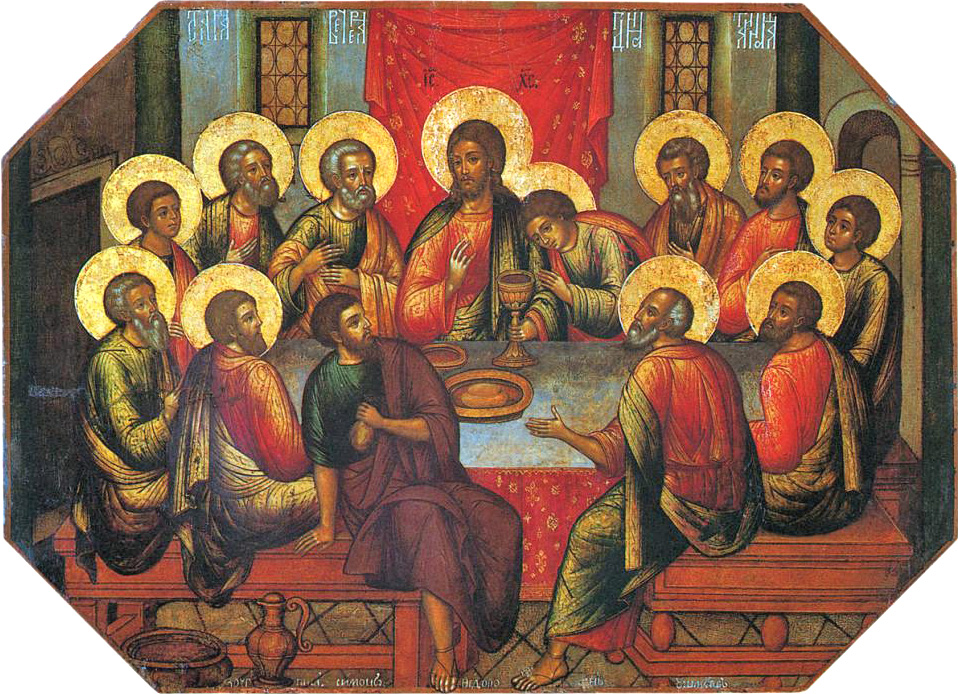
S. Ušakov, Poslední večeře (1685)

Poslední večeře znamená důležitou událost ze života Ježíše Krista, který den před svým umučením slavil se svými učedníky velikonoční slavnost Pesach. Při této večeři, která je vylíčena v evangeliích, jim rozděloval chléb a víno jako „své tělo a svou krev“ a přikázal jim, aby to opakovali na jeho památku. Tak vzniklo křesťanské slavení a svátost eucharistie.

## Popis
Poslední večeři popisují všechna synoptická evangelia. Její průběh zhruba odpovídá židovské večeři pesach na památku vyvedení Izraele z Egypta. Evangelia uvádějí její přípravu, rozdílení chleba a vína jako Ježíšova „těla a krve“ a zradu Jidáše Iškariotského, jednoho z učedníků. Podle Janova evangelia začala tím, že Ježíš všem učedníkům umyl nohy, sama večeře se jen stručně zmiňuje bez rozdílení chleba a vína, a po večeři – podobně jako v Lukášově evangeliu – navazuje Ježíšova závěrečná promluva, modlitba a rozloučení.

## Ustanovení eucharistie
Podle synoptických evangelií Ježíš při rozdělování chleba a vína mluvil o „nové smlouvě“ a o „své krvi“, která tuto smlouvu zpečeťuje a prolévá se na odpuštění hříchů. V Lukášově evangeliu na to navazuje příběh o učednících na cestě do Emaus, kde se s Ježíšem setkali při lámání chleba, a o pravidelném slavení večeře Páně píše Pavel z Tarsu v listu Korintským. Slavení eucharistie (Večeře Páně) tak už v samém počátku křesťanství není jen připomínkou Poslední večeře, nýbrž také zpřítomněním Krista jako vykupitele. Tvoří patrně jádro nejstarší křesťanské bohoslužby a podle knihy Didaché se už ve 2. století konalo každou neděli.

## Poslední večeře v umění

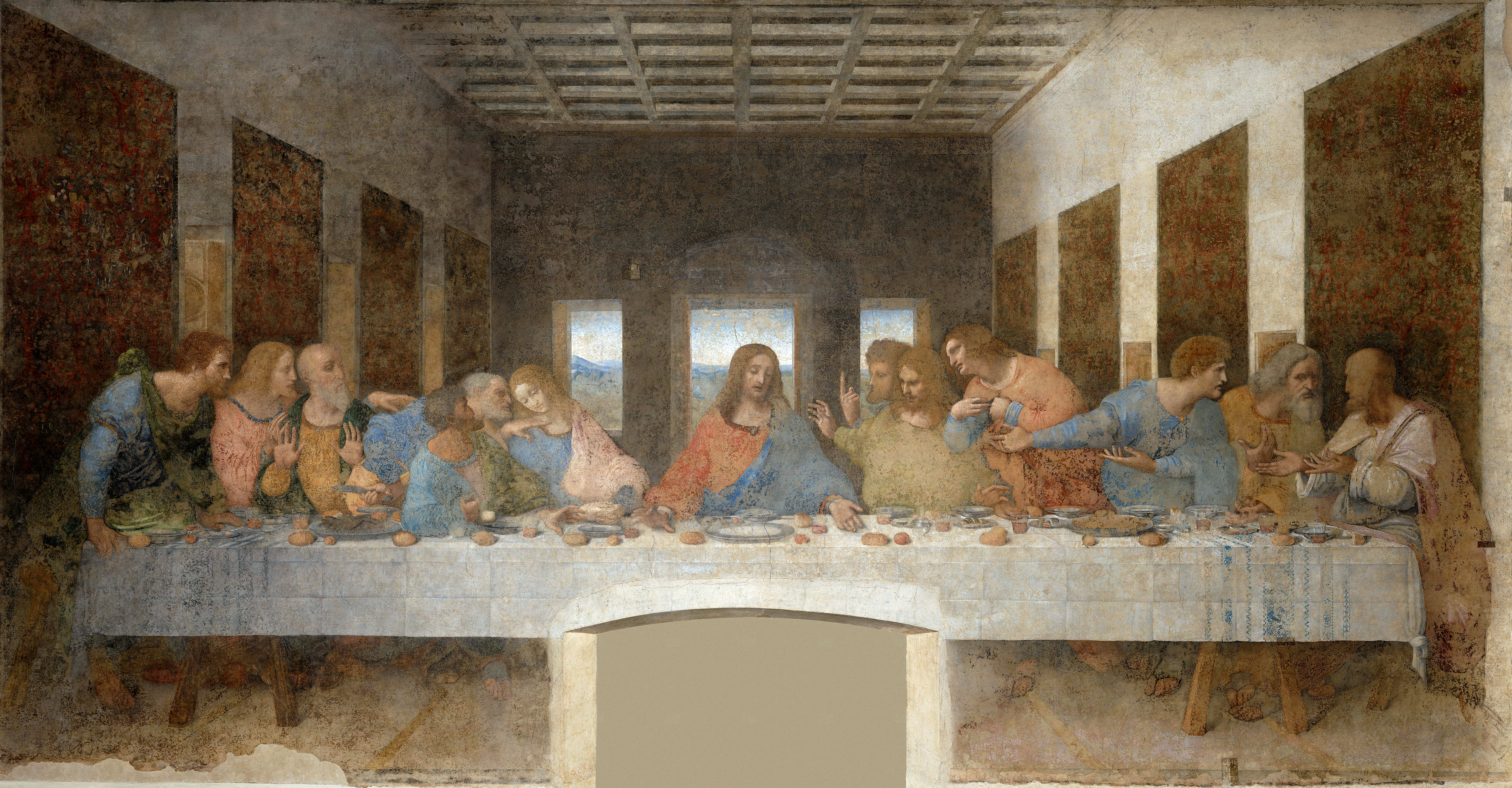
Leonardo da Vinci, Poslední večeře (Miláno, 1497)

- Ježíšova poslední večeře se velmi často zobrazovala v křesťanském umění, jednou z nejslavnějších je freska Leonarda da Vinci v kostele S. Maria delle Grazie v Miláně.
- Ve fotografii se tomuto tématu věnovali v různých obměnách například izraelský fotograf Adi Nes nebo Američan David LaChapelle.
- Poslední večeře se též objevuje coby parodie v různých komediálních filmech a seriálech (například MASH či v seriálu Červený trpaslík).

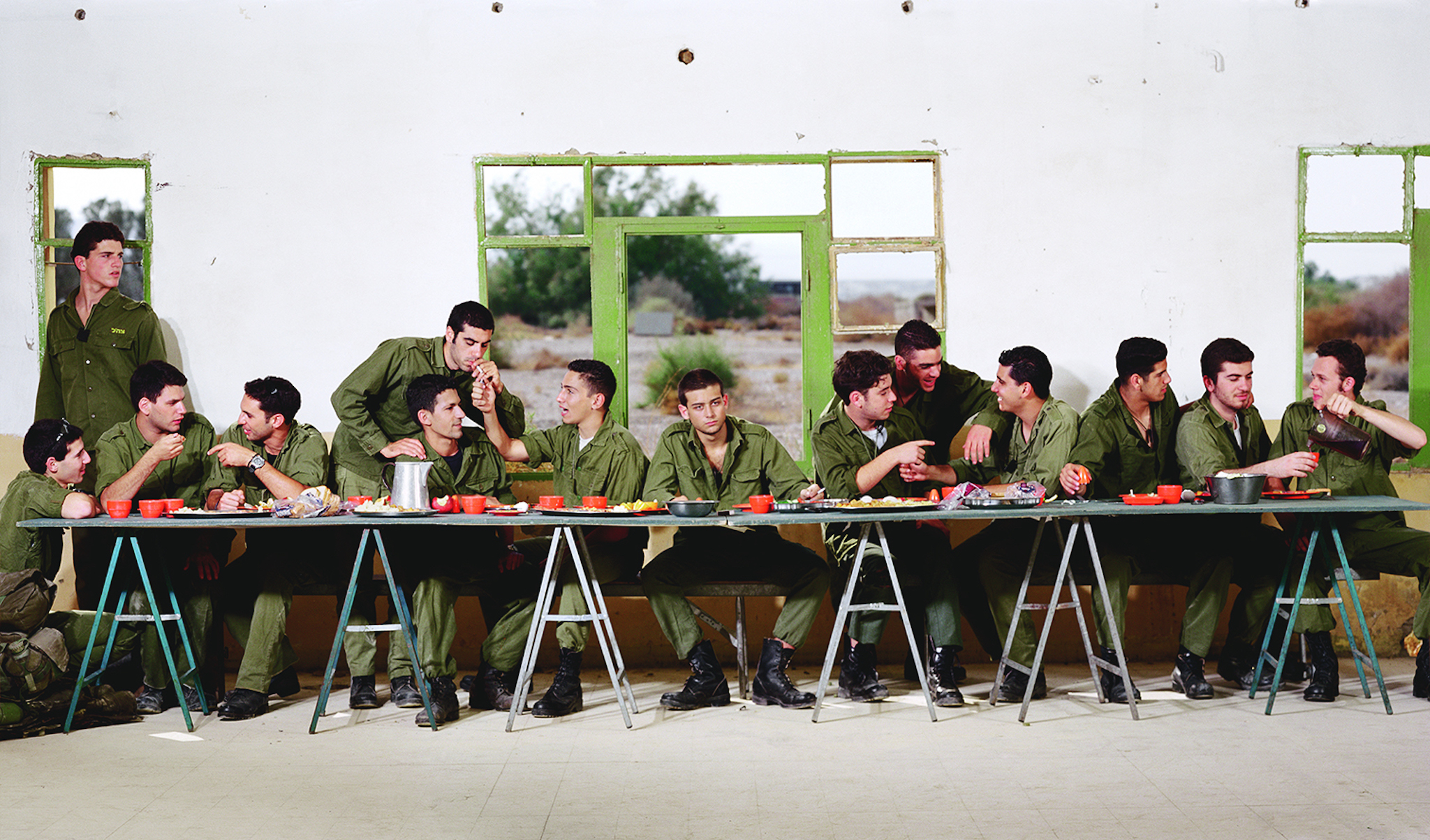
Adi Nes, fotografie